# 鴻巣警察署
鴻巣警察署（こうのすけいさつしょ）は、埼玉県鴻巣市にある、埼玉県警察が管轄する警察署の一つ。署長は警視。

## 所在地
- 埼玉県鴻巣市東4丁目1番3号

## 管轄区域
- 鴻巣市
- 北本市

## 交番
- 鴻巣駅前交番 （鴻巣市本町1丁目1番1号）
- 北鴻巣駅前交番 （鴻巣市赤見台1丁目6番5号）
- 吹上駅前交番 （鴻巣市吹上本町4丁目1番1号）
- 北本交番 （北本市本宿2丁目8番地）
- 北本駅前交番 （北本市中央2丁目172番地）
- 二ツ家交番 （北本市二ツ家1丁目380番地2）

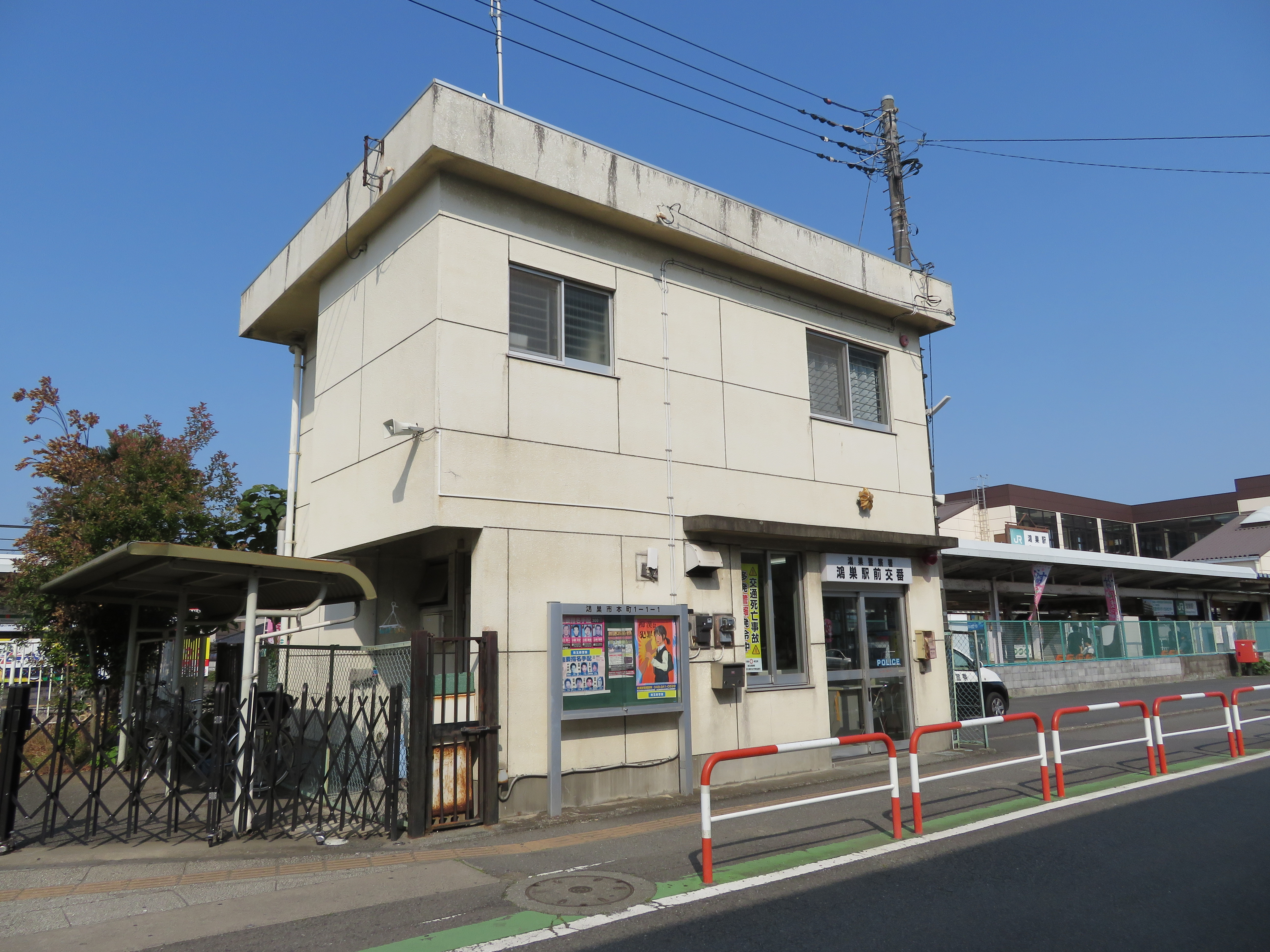
鴻巣駅前交番
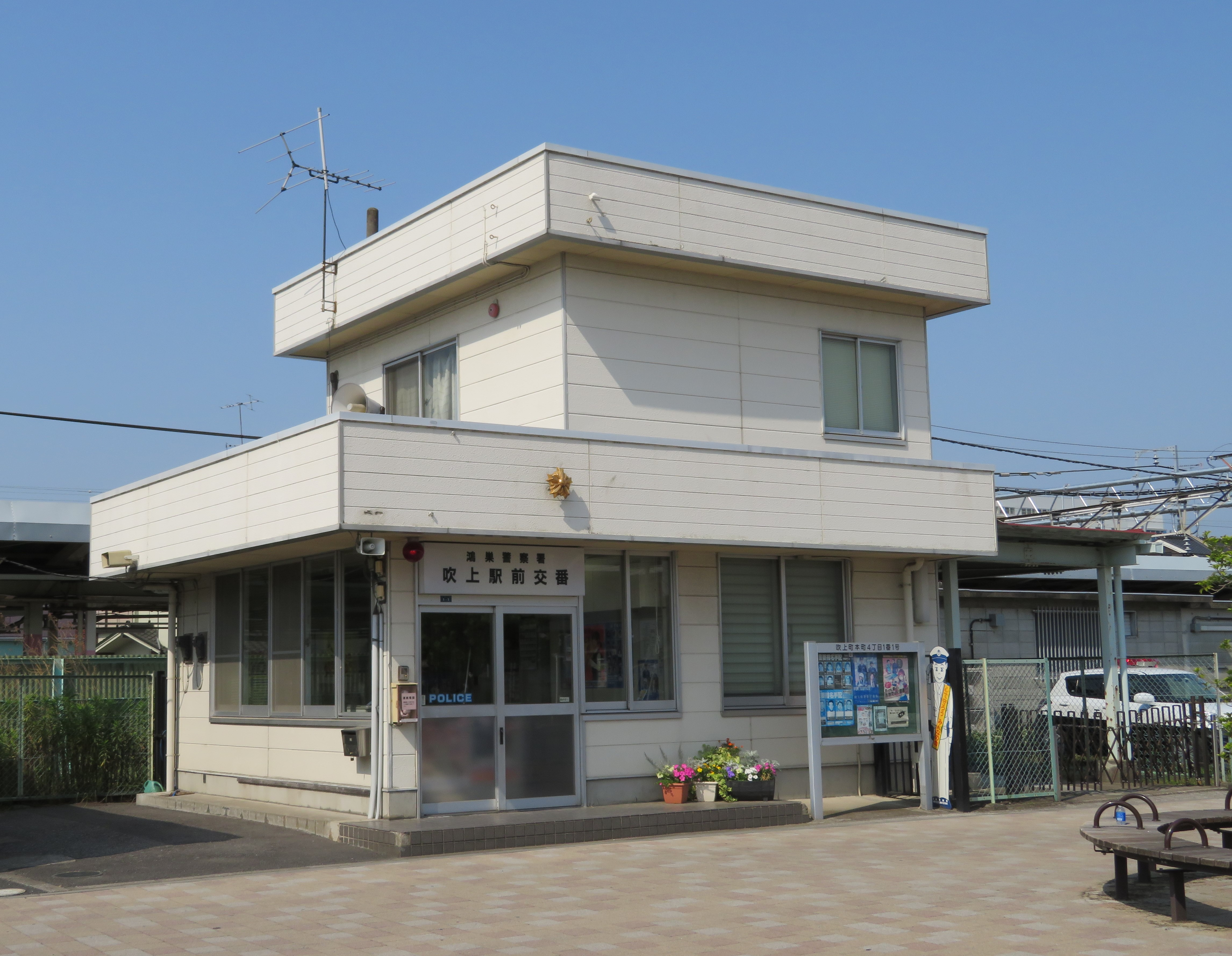
吹上駅前交番
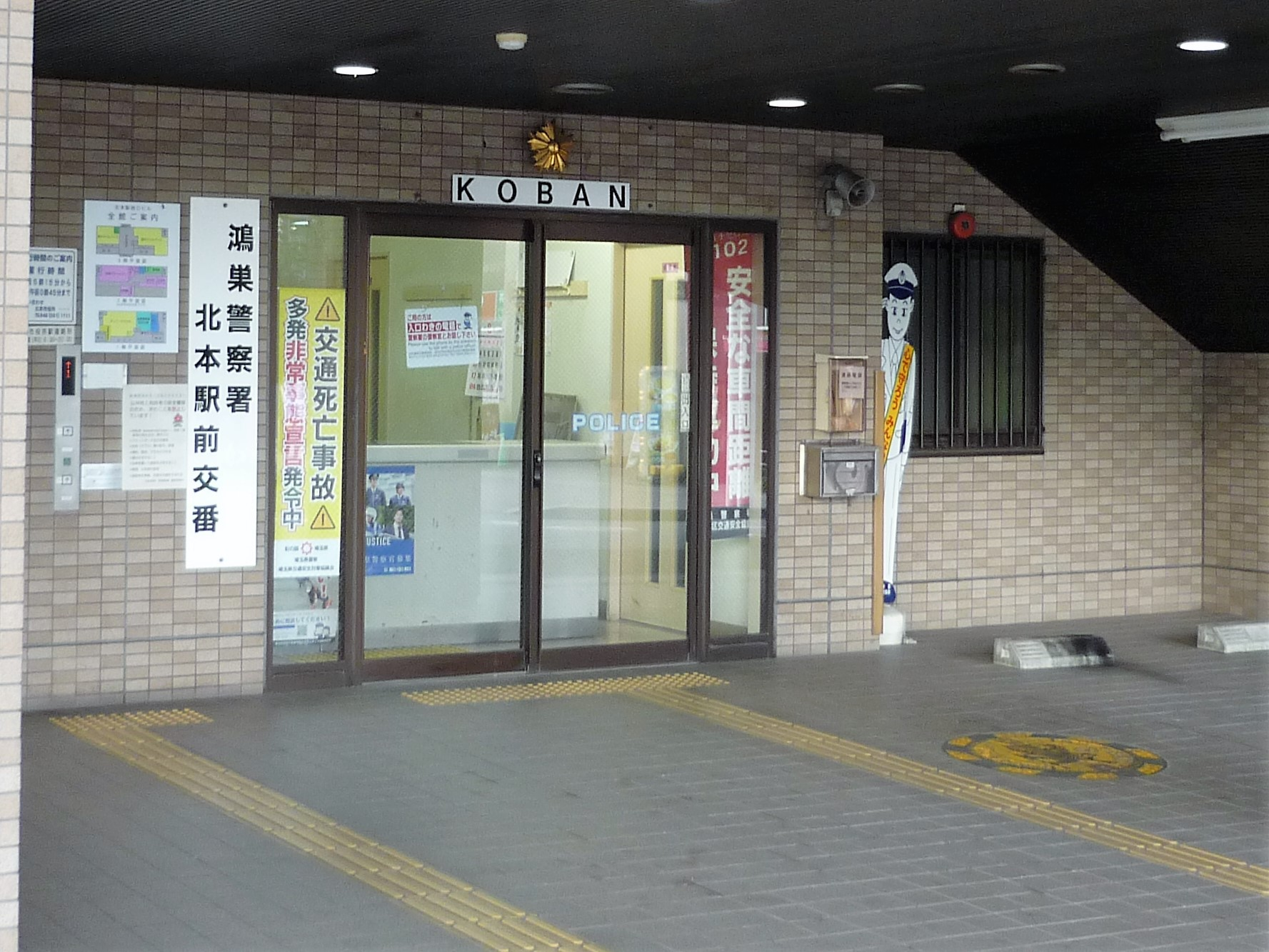
北本駅前交番

## 駐在所
- 田間宮駐在所 （鴻巣市北中野5番地5）
- 笠原駐在所 （鴻巣市笠原1613番地4）
- 広田駐在所 （鴻巣市広田3261番地の1）
- 共和駐在所 （鴻巣市関新田191番地の1）

## かつて設置されていた駐在所
- 馬室駐在所（鴻巣市原馬室）：廃止

## その他
- 同じ警察署管内で車のナンバーが鴻巣市と北本市で異なり、鴻巣市は熊谷、北本市は大宮ナンバーである。
- 近所（1km程度北方）に埼玉県警運転免許センターが所在するため、埼玉県内の警察署で唯一自動車運転免許証更新等に関する手続きを受け付けていない。